# (14616) Van Gaal
(14616) Van Gaal (1998 TK30) – planetoida z pasa głównego asteroid okrążająca Słońce w ciągu 3,75 lat w średniej odległości 2,41 j.a. Odkryta 10 października 1998 roku.